# 高鰭小狼䲁
高鰭小狼䲁（學名：Lupinoblennius nicholsi），為輻鰭魚綱鳚形目䲁科小狼䲁屬的一種，分布於西大西洋美國佛羅里達州至德克薩斯州、墨西哥灣海域，本魚身體和頭部側扁，眼上方有一單根不分枝的捲毛，頸背無捲毛，鼻孔上有短鬚，頜齒單排，固定且鈍，上下顎後部有犬齒，雄魚犬齒較大，鰓裂寬闊，在喉部下方形成一個橫瓣，背鰭硬棘與軟條之間無刻痕，體橄欖綠色，從眼睛到嘴巴和臉頰有2條深色條紋，雄魚顏色較深，體側有8-12條淺斜線，雌魚顏色較淺，體頂部和側面有細小的白色網狀紋，背鰭硬棘12-13枚、背鰭軟條13-15枚、臀鰭硬棘2枚，臀鰭軟條15-17枚，體長可達6公分，棲息於沿岸淺水域，雌魚產附著性卵，雄魚有護卵行為，生活習性不明。